# Cape Carteret
Cape Carteret – miasto w Stanach Zjednoczonych, w stanie Karolina Północna, w hrabstwie Carteret.